# Bożena Hager-Małecka
Bożena Maria Hager-Małecka (ur. 23 sierpnia 1921 w Zabrzu, zm. 9 lutego 2016 tamże) – polska lekarka i polityk, profesor nauk medycznych, nauczyciel akademicki, posłanka na Sejm PRL VII, VIII i IX kadencji.

## Życiorys
Córka Bronisława Hagera i Stanisławy Ludmiły z Rudzkich. Ukończyła szkołę powszechną w Tarnowskich Górach, później kształciła się w szkole średniej. Od 1937 do 1939 mieszkała w Bydgoszczy, a od września 1939 mieszkała z rodziną w Krakowie. Pracowała tam jako ekspedientka i na tajnych kompletach kontynuowała naukę. 18 września 1942 uzyskała świadectwo dojrzałości, a następnie studiowała medycynę na Uniwersytecie Jagiellońskim, uzyskując dyplom lekarza 10 marca 1949. Pracowała następnie na stażu w Szpitalu Ubezpieczalni Społecznej w Krakowie, a potem jako asystent w Szpitalu dla Dzieci w Zabrzu. W 1950 odbyła w Warszawie szkolenie specjalistyczne w zakresie diagnostyki i terapii pediatrycznej w I Klinice Pediatrii. 21 czerwca 1951 uzyskała stopień naukowy doktora nauk medycznych na podstawie pracy pt. Z badań nad etiologią biegunek letnich u niemowląt w Zakładzie Mikrobiologii Śląskiej Akademii Medycznej pod kierunkiem prof. Stefana Ślopka. Pracując w Klinice Pediatrii ŚAM w Zabrzu, awansowała na kolejne stanowiska: adiunkta – 1 października 1953, docenta etatowego – 1 października 1965, profesora nadzwyczajnego – 1 października 1969 oraz profesora zwyczajnego – 1 października 1976.
W 1953 uzyskała specjalizację II stopnia w zakresie pediatrii, przebywała również w celach naukowych w Rabce oraz w Paryżu.
Na podstawie rozprawy Badania immunoelektroforetyczne surowicy krwi i płynu mózgowo-rdzeniowego w gruźliczym zapaleniu opon mózgowych i dorobku naukowego uzyskała 19 czerwca 1963 stopień naukowy doktora habilitowanego na Wydziale Lekarskim ŚAM. Kierowała następnie Katedrą i Kliniką Pediatrii ŚAM w Zabrzu (początkowo jako p.o.). Pracowała jako pediatra w różnych śląskich placówkach.
Od 1976 do 1989 sprawowała mandat posła na Sejm PRL VII, VIII i IX kadencji, była posłanką bezpartyjną.
Działała w Polskim Towarzystwie Pediatrycznym oraz w Polskim Towarzystwie Ftyzjopulmonologicznym.
Zastosowała po raz pierwszy w Polsce immunoelektroforezę do licznych i wielokrotnych badań nad białkami płynu mózgowo-rdzeniowego. Wykryła również w 1974 masowe zachorowania na przewlekłą ołowicę i wspólnie z Jolantą Wadowską-Król przeprowadziła akcję leczniczą i zapobiegawczą. Przeprowadziła także pierwsze w Polsce badania dotyczące wpływu zanieczyszczeń powietrza atmosferycznego na zdrowie. Publikowała liczne artykuły, jak również recenzje rozpraw habilitacyjnych.
Jako przedstawicielka strony partyjno-rządowej uczestniczyła w obradach Okrągłego Stołu w podzespole do spraw ekologii.
Na emeryturę przeszła 1 stycznia 1991. Zmarła 9 lutego 2016. Jej pogrzeb odbył się 12 lutego 2016 w kościele św. Jana Chrzciciela w Zabrzu-Biskupicach, pochowana została na cmentarzu parafialnym w kościele św. Anny w Zabrzu.

## Życie prywatne
Od 1950 była zamężna ze Stanisławem Franciszkiem Małeckim (ur. 26 kwietnia 1915 w Jarosławiu, zm. 13 kwietnia 1992), lekarzem chorób płuc, z którym miała dwie córki, Aleksandrę i Danutę. Mieszkała w Zabrzu.

## Nagrody i odznaczenia
- Krzyż Komandorski Orderu Odrodzenia Polski
- Krzyż Oficerski Orderu Odrodzenia Polski
- Krzyż Kawalerski Orderu Odrodzenia Polski
- Medal Komisji Edukacji Narodowej
- Złoty Krzyż Zasługi
- Srebrny Krzyż Zasługi
- Medal 30-lecia Polski Ludowej
- Medal 10-lecia Polski Ludowej (1955)[5]
- Odznaka tytułu honorowego „Zasłużony Lekarz Polskiej Rzeczypospolitej Ludowej”
- Odznaka tytułu honorowego „Zasłużony Nauczyciel Polskiej Rzeczypospolitej Ludowej”
- Krzyż „Za Zasługi dla ZHP”

Otrzymała również honorowe obywatelstwo miasta Tarnowskie Góry nadane jej „za zasługi w ratowaniu zdrowia śląskich dzieci” oraz doktorat honoris causa ŚAM.